# Gertraudenhospital (Berlin)

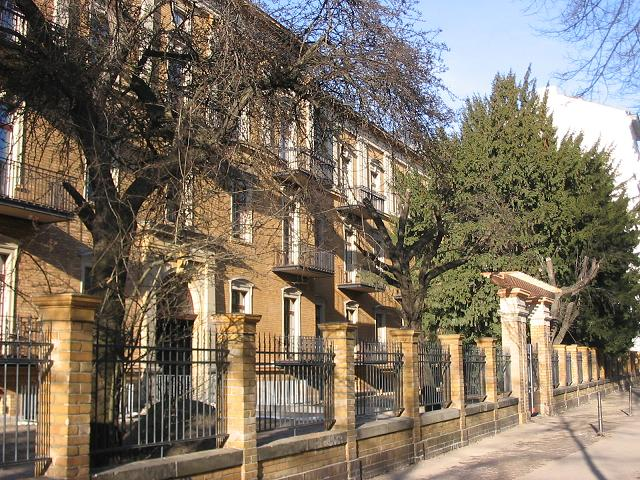
Seitenteil Großbeerenstraße

Das ehemalige Gertraudenhospital (auch Gertraudten-Hospital) in der Wartenburgstraße 1 Ecke Großbeerenstraße im Berliner Ortsteil Kreuzberg ist ein denkmalgeschützter Backsteinbau mit mehreren Flügeln und einem parkähnlichen Vorgarten aus den 1870er Jahren. Es handelt sich bei ihm um das zweite Domizil der 1411 als für „adelige Fräulein“ in Berlin-Mitte gegründeten und bis heute existierenden St. Gertraudt-Stiftung. Das 1872 nach Kreuzberg verlegte Haus kam 1945 unter die Verwaltung des Krankenhauses Am Urban. Nach seinem Verkauf zu Beginn des 21. Jahrhunderts wurde es unter Wahrung der denkmalpflegerischen Gesichtspunkte vom Berliner Architekturbüro Stephan Höhne in einen Wohnpark mit 103 Eigentumswohnungen und zwei Gewerbeeinheiten umgebaut.

## St. Gertrauden-Hospital am Spittelmarkt
Im Jahr 1405 wurde in der südlich gelegenen Stadt Kölln, außerhalb der Berliner Stadtmauer, am später so benannten Spittelmarkt, mit dem Bau eines Hospitals begonnen der 1408 vollendet war. Anschließend wurde in unmittelbarer Nähe dieses ersten Gebäudes bis zum Frühjahr 1411 eine Kapelle errichtet. Die Namen Spittelmarkt und Spittelkirche sind vom Gertrauden-Hospital abgeleitet (Hospital = ‚Spital‘ = ‚Spittel‘). Am Trinitatissonntag 1411 weihte der Bischof von Brandenburg das Hospital und die Kapelle der Heiligen Gertraudt. Bei der Namensgeberin handelt es sich um die Ur-Ur-Großtante von Karl dem Großen Geretrudis, die heilige Gertrud, die um 650 als Äbtissin im wallonischen Kloster Nivelles lebte und als Schutzpatronin der Krankenhäuser und Gärtner, der Armen und Witwen, der Pilger, Gefangenen und Reisenden gilt. Anfänglich war Hospital vermutlich zur Unterbringung von zwölf „adeligen Fräulein“ später stand das Stift auch bürgerlichen Personen als Seniorenwohnheim offen. Während des Dreißigjährigen Kriegs brannte das Hospital 1641 nieder, wurde jedoch 1646 wieder aufgebaut. Die Kapelle wurde mit der Reformation zur protestantischen Gertraudenkirche umgewidmet und in den 1730er Jahren, nach der Erweiterung der Friedrichstadt auf Befehl König Friedrich Wilhelm I. im Barockstil erneuert. Im Jahr 1818 wurde das Hospital auf 31 Wohnplätze erweitert. Bis 1872 wurde dies Zahl der auf 34 Plätze erhöht. Der schnelle Straßenausbau Berlins in der Gründerzeit ließ dem Stift keinen Raum, sodass das Gertrauden-Hospital im Jahr 1872 in die heutige Kreuzberger Wartenburgstraße verlegt wurde. Die wertvollsten Ausstattungsstücke der Gertraudenkirche, die 1881 ebenfalls abgerissen wurde, kamen in die 1874 eingeweihte Hospital-Kapelle des neuen Kreuzberger St. Gertraudt-Hospitals (St. Gertraudt-Stiftung). Der 1739 erschaffene barocke Kanzelaltar steht seit 1956 in der Dorfkirche von Lübars.

## Neubau in Kreuzberg ab den 1870er Jahren

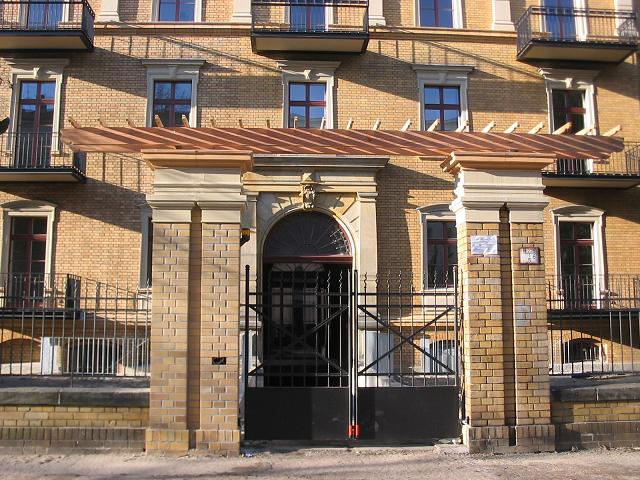
Seiteneingang Großbeerenstraße

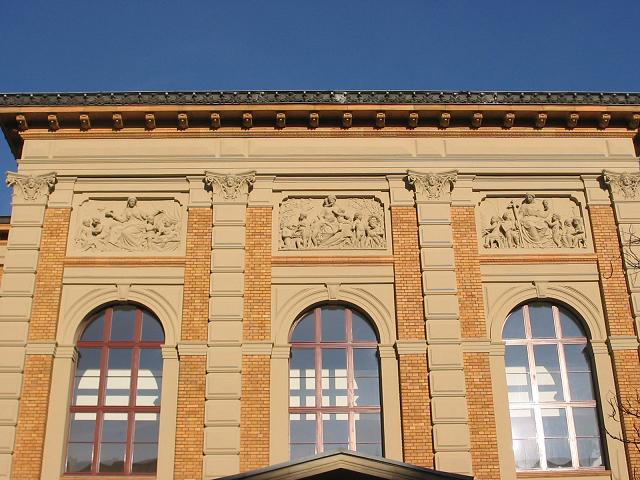
Detail über dem Hauptportal

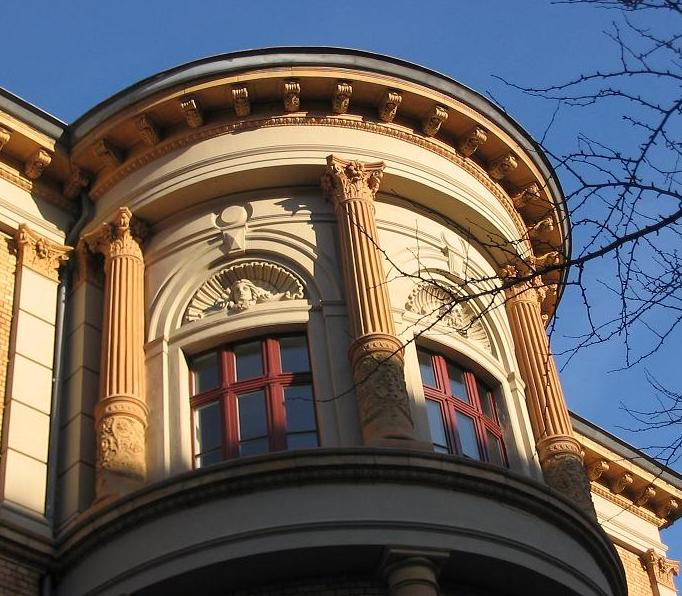
Detail Bogen Exedra, 2006

Den Hospitalneubau an einer völlig neuen Stelle besorgte der Architekt Friedrich Koch auf dem 8500 m² großen Grundstück. Das dreiflüglige Hauptgebäude wurde zwischen 1871 und 1873 fertiggestellt. Das zweigeschossige Gebäude enthielt 100 Zimmer für Hospitaliten und war von einem parkähnlichen Vorgarten umgeben, der seit den 1990er Jahren als Gartendenkmal geschützt ist. Zwischen 1883 und 1884 legte Koch hinter dem Zentralhaus zwei langgestreckte, rechtwinklig aufeinander stehende Flügel an und erweiterte die Anlage so um 44 Zimmer. In den Räumen, die jeweils etwa 17,5 m² Grundfläche boten und über je eigene Kochstellen verfügten die zugleich zum Heizen der Räume dienten, fanden damit 144 ältere Frauen aus bürgerlichen Kreisen Unterkunft. Neben der Wohnung erhielten sie eine monatliche Geldzuwendung, freie Heizung und unentgeltliche medizinische Versorgung. Das Hauptgebäude nahm auch die erforderlichen Verwaltungs- und Gemeinschaftsräume auf, darunter im ersten Obergeschoss die durch zwei Geschosse reichende Kapelle. In dieser wurde der Barocke Kanzelaltar aufgestellt, den Friedrich Wilhelm I. im Jahre 1739 für die Gertraudenkirche gestiftet hatte. Dieser befindet sich heute in der Dorfkirche in Lübars. Eine Besonderheit ist die Namensgebung des Gebäudes im Mittelrisalit: Die ursprüngliche Bezeichnung St. Gertraudt-Hospital wurde hier, wie Koch schreibt, „auf Anordnung des Vorstandes aus Opportunitätsgründen“ in St. Gertraudt-Stiftung verändert.
Gerade so wie bei den burgähnlichen Erweiterungen des Moabiter Sudhauses, die nach seinen Planungen ein Jahr zuvor, 1871, vollendet worden waren, verwandte Koch auch hier als stilbildendes architektonisches Element langgestreckte gelbe Backsteinfassaden. Am Hauptgebäude lockern Figurenfriese, schmale Lisenen und hohe Rundbogenfenster die Fronten auf. Die Seitenteile schließen zur Wartenburgstraße mit apsisartigen Vorbauten (Exedra), die mit verzierten Säulen, Ornamenten und weiteren Figurenfriesen geschmückt sind. Im Architektonischen Skizzenbuch, Jahrgang 1886, sind verschiedene architektonische Elemente im Detail festgehalten, etwa Friese der Exedra, Treppengeländer oder kunstvolle Dachaufbauten (siehe Abbildung unten rechts). Im Jahr 1910 nahm der Stadtbauinspektor Fritz Haack Umbauten und kleinere Erweiterungen vor.
Im vorderen Gartenbereich pflanzten die Landschaftsarchitekten einen Trompetenbaum (Catalpa bignonioides), dessen weit ausladende Äste sich aufgrund seines hohen Alters im 21. Jahrhundert zur Erde neigen. Der dekorative Blütenbaum steht als Naturdenkmal unter besonderem Schutz.

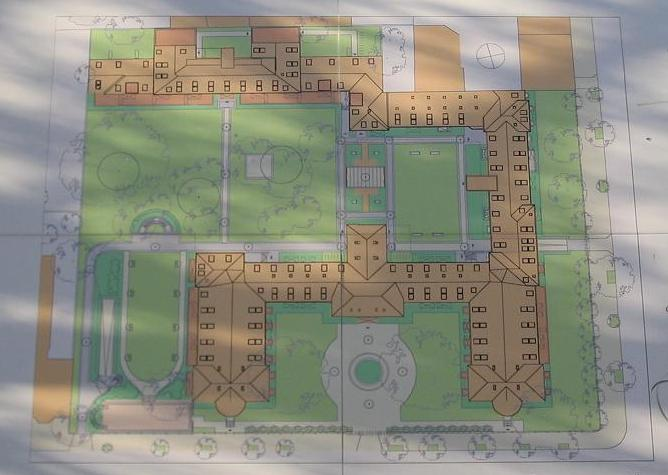
Gesamtplan, unten Wartenburgstraße, rechts Großbeerenstraße
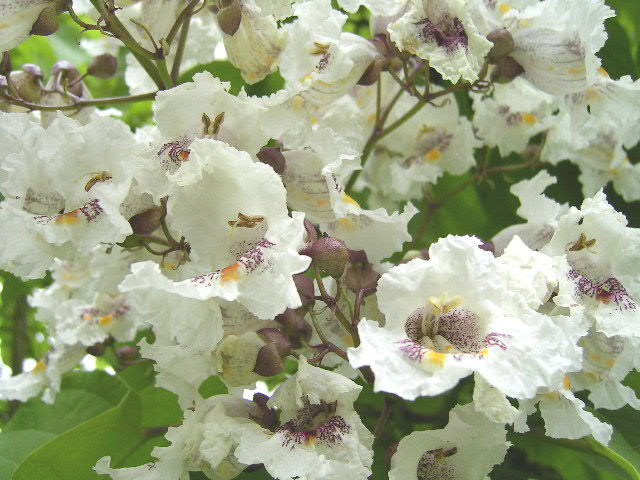
Trompetenbaum (Catalpa bignonioides), Blüten
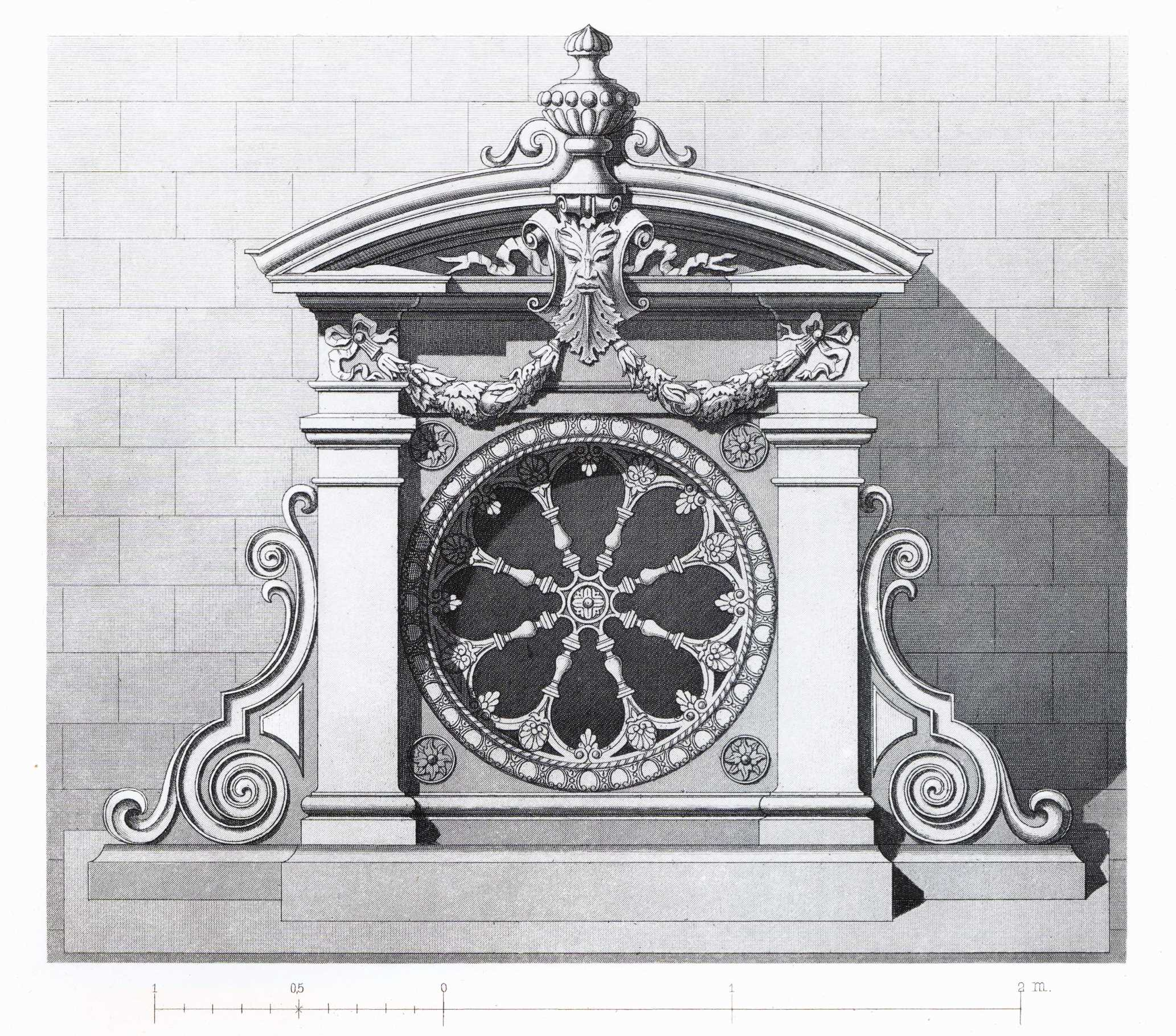
Dachaufbauten, 1886
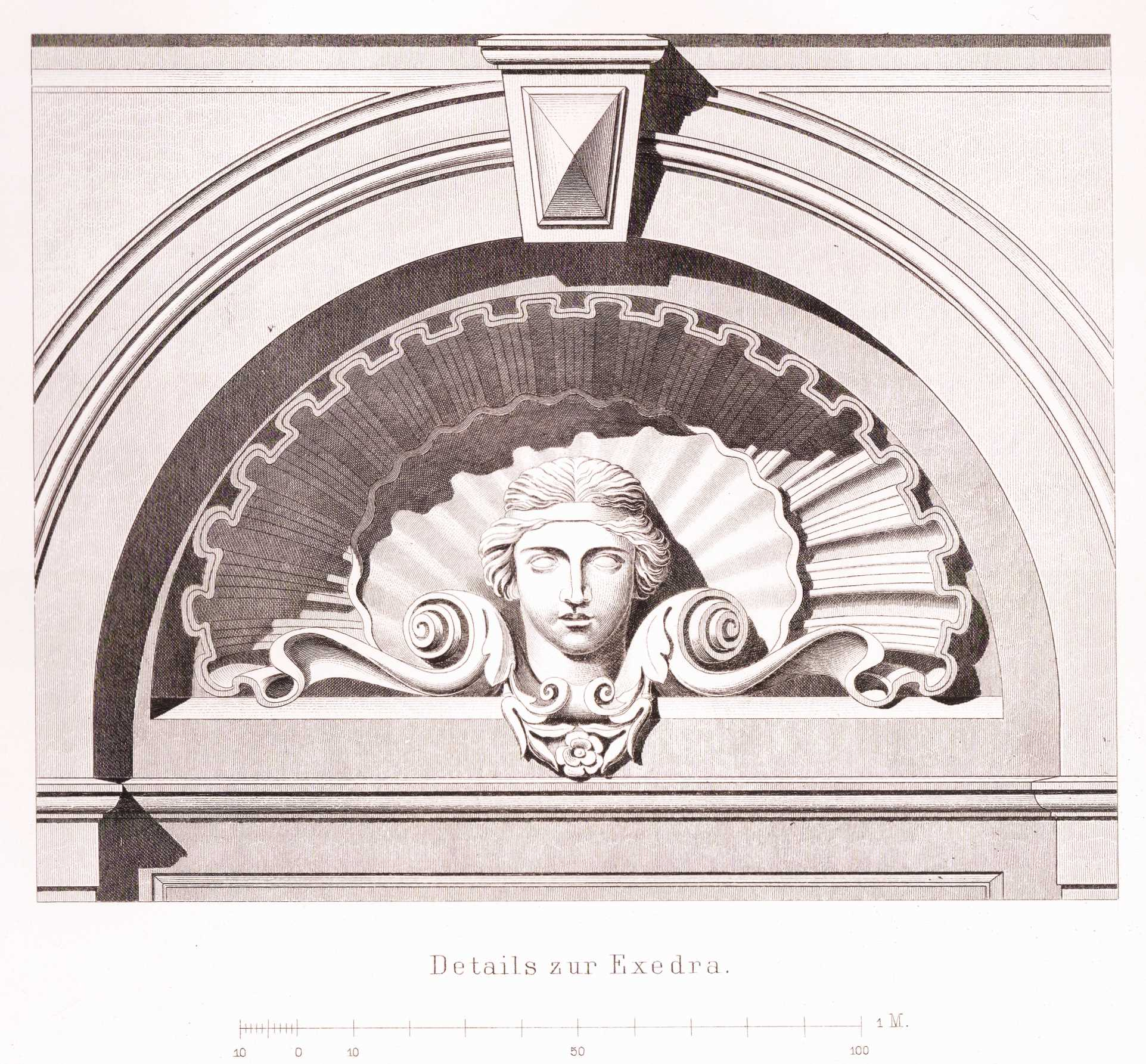
Detail Bogen Exedra, 1886

## Teil des Urban-Krankenhauses, seit 2005 Wohnpark
Die beiden Weltkriege verursachten an dem Gebäudekomplex nur kleinere Schäden. Am 28. April 1945 übernahm das Krankenhaus Am Urban das Hospital unter dem Namen Krankenhaus am Kreuzberg und machte es 1971 als Haus für Chroniker zu einem Betriebsteil. Das Hospital verlor dabei endgültig seinen eigenständigen Namen.
Die Nutzung als Pflegewohnheim währte bis zum Ende des 20. Jahrhunderts. Im Jahr 2002 verkaufte die hochverschuldete Berliner Krankenhaus-Gesellschaft Vivantes, inzwischen Betreiberin des Urban-Krankenhauses, den Gebäudekomplex an die Kölner Immobiliengesellschaft Vivacon AG. Diese zahlte angeblich für den zuletzt leerstehenden Gebäudekomplex einen Kaufpreis im „einstelligen Millionenbereich“.